# Пикетный узел
Пике́тный у́зел (англ. Picket-Line Hitch) — соединяющий временный узел. Хорошо затягивается, если завязан на круглых, не имеющих острых углов предметах. С его помощью можно прикрепить верёвку к гладкому столбу или перекладине, завязать мешок, натянуть верёвку между двумя столбами, прикрепить шпагат к толстому тросу.
Рыбаки применяют похожий узел (Fisherman’s Ground Line Hitch) для привязывания снастей с крючками к основному тросу трала при вылове трески. Отличие отдельного рыбацкого узла от пикетного узла состоит в том, что рыбацкий узел завязывают в обратную сторону с особым (рыбацким) способом завязывания, для чего необходимо сложить небольшую петлю на основной трос и удерживать её пальцами левой руки, обернуть основной трос ходовым концом троса снасти, и прищемив петлю, обернуть основной трос ещё раз с противоположной стороны от коренного конца снасти, и вставить ходовой конец в первоначально образованную и удерживаемую пальцами петлю.